# Kenji Miyamoto
Kenji Miyamoto (jap. 宮本顕治 Miyamoto Kenji; ur. 17 października 1908, zm. 18 lipca 2007) – japoński polityk komunistyczny.
Od 1945 był członkiem KC Komunistycznej Partii Japonii, a w latach 1958–1970 sekretarzem generalnym KC Komunistycznej Partii Japonii. Następnie (do 1982) był przewodniczącym Prezydium Komitetu Centralnego, później był przewodniczącym KC Komunistycznej Partii Japonii.
W latach 1955–1957 był redaktorem naczelnym organu KC Komunistycznej Partii Japonii "Akahata". Kenji Miyamoto był autorem wielu publikacji z zakresu problematyki ruchu robotniczego.